# Hi, Mom
|  | Aquest article tracta sobre la pel·lícula xinesa del 2021. Si cerqueu la pel·lícula americana del 1970, vegeu «Hi, Mom!». |

Hi, Mom (xinès simplificat: 你好，李焕英, pinyin: Nǐ Hǎo, Lǐ Huànyīng, literalment 'Hola, Li Huanying') és una comèdia xinesa del 2021 escrita i dirigida per Jia Ling i protagonitzada per Jia Ling, Shen Teng, Chen He i Zhang Xiaofei. Va ser estrenada el 12 de febrer de 2021, coincidint amb l'any nou xinés. La pel·lícula ha recaptat més de 800 milions de dòlars en taquilla, el que la converteix en la pel·lícula més taquillera de 2021 i la segona pel·lícula en llengua no anglesa amb major recaptació en tota la historia. La pel·lícula va rebre crítiques positives, i el boca a boca va contribuir a la seua popularitat.

## Argument
Després que sa mare Li Huanying resultara ferida de mort en un accident automobilístic el 2001, Jia Xiaoling, afligida pel dolor, es veu transportada en el temps a l'any 1981, on es converteix en l'amiga íntima de la mare. Jia Xiaoling sent que no ha estat una filla prou bona en el present, de manera que en 1981 fa tot el possible per fer feliç a Li Huanying, arribant a iniciar una relació amb el fill d'un gerent d'una fàbrica, Shen Guanglin, amb l'esperança de donar-li mare, un millor marit, una millor filla i una vida millor que la que va tindre originàriament.
La pel·lícula està adaptada d'un esquetx de 2016, realitzat per la directora al programa Comedy General Mobilization. També es basa en històries de la pròpia mare de Jia Ling, de nom Li Huanying, que va morir el 2001 poc després que Jia començara la universitat. Jia va fer la pel·lícula com a tribut.
Els temes de la pel·lícula inclouen l'amor familiar i la pietat filial.

## Producció
Hi, Mom és el debut com a directora de Jia Ling. Va passar més de tres anys escrivint el guió amb els seus coautors, i la producció va començar el 25 de setembre de 2019. Va ser filmada en localitzacions de fàbriques a la ciutat natal de Jia Ling, Xiangyang, Hubei.

## Recepció

### Taquilla
Hi, Mom va ser llançada el 12 de febrer de 2021, i el primer cap de setmana va recaptar 195 milions de dòlars (1260 milions de RMB). La popularitat de la pel·lícula va créixer a través del boca a boca, i el 15 de febrer el seu total de taquilla en un sol dia va ser de 80 milions de dòlars, superant a Detective Chinatown 3. Pel 16 de febrer, la pel·lícula havia recaptat més de 1800 milions de RMB, fet que convertí a Jia Ling en la directora més taquillera en la història de la taquilla xinesa (el rècord anterior va ser de 1360 milions de RMB per Us and Them, dirigida per René Liu). El 21 de febrer, el total acumulat de taquilla de la pel·lícula va superar a Detective Chinatown 3, la qual cosa la converteix en la pel·lícula més taquillera del període de vacances de l'Any Nou xinés de 2021. El 6 de març, els seus ingressos bruts van superar els 5.040 milions de RMB, superant a Ne Zha de 2019 per convertir-se en la segona pel·lícula més taquillera de tots els temps a la Xina. Per al 10 d'abril, 58 dies després de l'estrena, havia recaptat 5.400 milions de RMB.
A més, és la pel·lícula dirigida per una dona amb major recaptació en la història del cinema mundial. Tot i que inicialment estava previst que es projectara als cinemes fins al 15 de març, les projeccions de la pel·lícula es va estendre fins l'11 d'abril. A mitjans de març, els cineastes van anunciar la seua intenció d'estrenar la pel·lícula internacionalment.
El 19 d'octubre del 2023, Sony Pictures va anunciar que havia adquirit els drets per a realitzar un remake en llengua anglesa del film.

### Crítica
La pel·lícula va rebre crítiques positives i valoracions dels espectadors superiors a les de les altres pel·lícules importants estrenades al mateix temps. A partir del 16 de febrer de 2021, la qualificació de la pel·lícula és de 8.2 a Douban, 9.5 a Maoyan i 9.3 en Taopiaopiao. S'ha guanyat elogis per les autèntiques emocions i la seua interpretació del Xiangyang de la dècada del 1980. El públic va trobar la pel·lícula commovedora; molts es van emocionar fins a les llàgrimes i alguns van cridar a les seues famílies poc després de sortir del cine.
Cai Jianya va escriure que el llançament de la pel·lícula havia ressonat entre els espectadors. A causa de la pandèmia de COVID-19, moltes persones no havien viatjat a casa per vore les seues famílies per a l'any Nou xinés el 2021 i, com a resultat, algunes van optar per vore una pel·lícula sobre la família.